# Legio V Gemina
Die Legio V Gemina mit der Ehrenbezeichnung pia fidelis („pflichtbewusst und treu“) war eventuell eine Legion der römischen Armee.
Über sie ist wenig bekannt, der einzige Hinweis findet sich in Vindobona (heute Wien) an in der Nähe des Schloss Belvederes gefundenen Legionsziegeln aus dem Jahr 114 n. Chr. Nicht auszuschließen ist, dass es sich um eine Namensverwechslung mit der Legio X Gemina handelt, der „Zwillingslegion“, die zum ersten Mal im Jahre 58 v. Chr. erwähnt wurde und vom Jahr 103 bis in das 5. Jahrhundert hinein in Vindobona stationiert war.